# Norbert Endlich
Norbert Endlich (* 28. Mai 1958 in Sonneberg) ist ein deutscher Komponist, Musikproduzent und Teil der Musikgruppe H&N.

## Leben
Norbert Endlich studierte an der Musikhochschule Weimar, wo er Holger Flesch kennenlernte, mit dem er 1978 die Musikgruppe H&N gründete. Endlich spielte Sologitarre und Klavier, während Flesch den gesanglichen Teil übernahm. Er trat mit H&N 1986 auch in Ein Kessel Buntes auf. Nachdem sich Flesch und Endlich als Duo trennten, kam 2013 nach 25 Jahren ihr Album Früher oder später heraus. Endlich war 1987 nach einem Konzert in der Bundesrepublik Deutschland nicht in die DDR zurückgekehrt.
1990 gründete er mit Hans-Joachim „Neumi“ Neumann die NEUEND-Musikproduktion. Anlässlich des 200. Todestages von Mozart starteten Neumann und Endlich das Popklassik-Projekt „Amadeus und die Mozartkugeln“ (später nur noch „Amadeus“). Mit Neumann gemeinsam arbeitete er daneben auch als Komponist in Film und Fernsehen, unter anderem waren sie 1998 bei der Sat.1-Fernsehserie Die Unbestechliche für die Musik verantwortlich.
Endlich ist für zahlreiche Musiker als Musikproduzent tätig. 1989 produzierte Endlich zusammen mit Remo dessen Album Verknallt für Polydor. Mit Roland Kaiser arbeitete er 2007 für sein Album Sexy zusammen. Für das Gesangsduo Marshall & Alexander produzierte er deren 2011 veröffentlichtes Album La Stella. Seit 2010 ist er Produzent aller Studienalben seiner Tochter Ella Endlich.
Norbert Endlich ist seit 2011 mit der Fernsehmoderatorin Carmen Nebel liiert. Im Juni 2023 wurde bekannt, dass Endlich und Nebel bereits seit Dezember 2021 verheiratet sind.

## Diskografie

### H&N

#### Alben
- 2013: Früher oder später (Teldec)

#### Singles
- 1984: Gegen Einsamkeit / He Madonna (Amiga)
- 1986: Wollte frei sein / Zwei Handvoll Träume (Amiga)
- 1987: Flic Flac in die Nacht / Louisa (Pool, Teldec)
- 1988 Stop Watch Killer Metronome

### Als Produzent (Auswahl)
- 1989: Remo: Verknallt
- 1992: Judy Weiss: Kirschen Im Dezember
- 2002: Inka Bause: Sei Happy
- 2007: Roland Kaiser: Sexy
- 2010: Ella Endlich: Da
- 2011: Marshall & Alexander: La Stella
- 2011: Ella Endlich: Meilenweit
- 2014: Ella Endlich: Die süße Wahrheit
- 2016: Ella Endlich: Träume auf Asphalt
- 2018: Ella Endlich: Im Vertrauen

### Als Komponist
- 1998: Die Unbestechliche